# Didissandra wildeana
Didissandra wildeana là một loài thực vật có hoa trong họ Tai voi. Loài này được A.Weber & B.L.Burtt mô tả khoa học đầu tiên năm 1997.